# Rin Kono
Rin Kono (河野臨?, Kōno Rin; 7 gennaio 1981) è un goista giapponese 9 dan professionista.

## Biografia
Rin Kono è cresciuto come uno degli studenti di Kōichi Kobayashi. È diventato professionista nel 1996, all'età di15 anni. È stato promosso a 8 dan dopo aver battuto Keigo Yamashita e vinto il titolo di Tengen nel 2005; è stato promosso a 9 dan l'anno successivo, per aver difeso il suo titolo di Tengen, ancora una volta contro Yamashita. Ha vinto il titolo per la terza volta consecutiva nel 2007, difendendolo con una vittoria per 3-1 su Yamashita, ma l'anno successivo l'ha perso per 3-0 contro Cho U.
Nel 2008 ha vinto il Ryusei contro Cho U.
Nel 2012 ha sfidato Yūta Iyama per il titolo di Tengen, ma è stato sconfitto 3-0.
Nel 2013 ha sfidato il detentore Satoshi Yuki per la NHK Cup, ma è stato sconfitto; ha perso anche la finale del Ryusei contro Keigo Yamashita e quella per il Gosei contro Yūta Iyama.
Nel 2014 ha sfidato Yūta Iyama per il titolo di Meijin, ma è stato sconfitto 4-2; sempre contro Iyama ha perso la finale per il Gosei e per la Agon Cup. Nella competizione internazionale della Asian TV Cup, è stato sconfitto dal coreano Lee Se-dol. Ha poi vinto la finale del Ryusei contro Yu Zhengqi.
Nel 2016 ha vinto contro Cho Chikun nella finale della Agon Cup.
Nel 2017 ha sfidato Yūta Iyama per il titolo di Kisei, il massimo titolo nazionale giapponese, ma è stato sconfitto 4-2.
Nel 2019 ha sfidato Yūta Iyama per il titolo di Hon'inbō, ma è stato sconfitto 4-2.
Nel 2020 ha vinto il torneo per determinare lo sfidante per il titolo di Kisei, ma è stato sconfitto un'altra volta da Iyama, ancora per 4-2.

## Titoli
| Titolo         | Vittorie       | Secondi posti  |
| Nazionali      | Nazionali      | Nazionali      |
| -------------- | -------------- | -------------- |
| Kisei          |                | 2 (2017, 2020) |
| Meijin         |                | 1 (2014)       |
| Hon'inbō       |                | 1 (2019)       |
| Tengen         | 3 (2005-2007)  | 2 (2008, 2012) |
| Gosei          |                | 2 (2013, 2014) |
| Coppa Agon     | 1 (2016)       | 1 (2014)       |
| Ryusei         | 2 (2008, 2014) | 1 (2013)       |
| NEC Cup        | 2 (2008, 2010) |                |
| Daiwa Cup      | 2 (2008, 2009) |                |
| Chikurin       | 1 (1999)       | 1 (2000)       |
| NHK Cup        |                | 1 (2013)       |
| Internazionali |                |                |
| Asian TV Cup   |                | 1 (2014)       |
| Totale         | 11             | 13             |